# Горшково (Татарстан)
 Горшково  — село в Новошешминском районе Татарстана. Входит в состав Ленинского сельского поселения.

## География
Находится в центральной части Татарстана на расстоянии приблизительно 17 км по прямой на север от районного центра села Новошешминск у речки Шешма.

## История
Основано в первой половине XVIII века. Упоминалось также как Челны, Красный Колок. В 1886 была построена Петропавловская церковь, в 1888 открылась церковно-приходская школа.

## Население
Постоянных жителей было: в 1782 — 95 душ мужского пола, в 1859—414, в 1897—787, в 1908—841, в 1920—1044, в 1926—945, в 1938—910, в 1949—714, в 1958—563, в 1970—422, в 1979—226, в 1989—108, в 2002 − 225 (русские 62 %,татары 33 %), 153 в 2010 (русские). 

## Образование
Начальная школа. 

## Экономика
Свиноводство, овцеводство. 

## Достопримечательности
Петропавловская церковь (памятник архитектуры XIX века). 

## Религия
Часовня Петра и Павла (строительство между 2010 и 2012 гг.). 